# سلما لاگرلوف
سِلما لاگرلوف (به زبان سوئدی: Selma Ottilia Lovisa Lagerlöf؛ ۲۰ نوامبر ۱۸۵۸ – ۱۶ مارس ۱۹۴۰) نویسندۀ سوئدی و نخستین زن برندۀ جایزۀ نوبل در ادبیات است. لاگرلوف در ۱۹۱۴ نخستین زنی بود که به عضویت آکادمی سوئد درآمد.

## زندگی
لاگرلوف در خانواده‌ای زمین‌دار و در ملکی به نام مُرباکا متولد و بزرگ شده بود. بعد از مرگ پدر سلما مُرباکا به برادر او به ارث رسید اما ورشکستگی وی باعث فروش ملک در ۳۱ سالگی سلما شد. سلما لاگرلوف مجدداً در سال ۱۹۱۰ و با پول جایزه نوبلی که در سال ۱۹۰۹ دریافت کرد، توانست ملک پدری را که در بسیاری از آثار خود به وصف آن پرداخته، خریده و باقی عمر را در آن زندگی کند.
نخستین رمان وی افسانه یوستا برلینگ بود که رشته داستان‌هایی تخیلی دربارهٔ کشیشی مخلوع به نام یوستا برلینگ است و در سال ۱۸۹۱ چاپ شد. وی نگارش این کتاب را در زمانی که به عنوان معلم مشغول به کار بود آغاز کرد و انتشار آن آغازگر توجه به سلما لاگرلوف شد. یکی دیگر از آثار او ماجراهای شگفت‌انگیز نیلز است که از جمله کتاب‌های ادبیات کلاسیک کودکان و نوجوانان به‌شمار می‌رود.
آثار لاگرلوف شامل رمان، داستان کوتاه، سفرنامه، زندگینامه و نمایشنامه‌هایی است که با تأکید بر مسئولیت شخصی و مسیحیت غیر جزمی در مقابل ناتورالیسم رایج آن دوران قرار می‌گیرند. در داستان‌های او گرچه از توصیفات رئالیستی پیروی می‌شود، نشانه‌هایی از تأثیر رمانتیسم، انجیل و توماس کارلایل نیز به چشم می‌خورد.

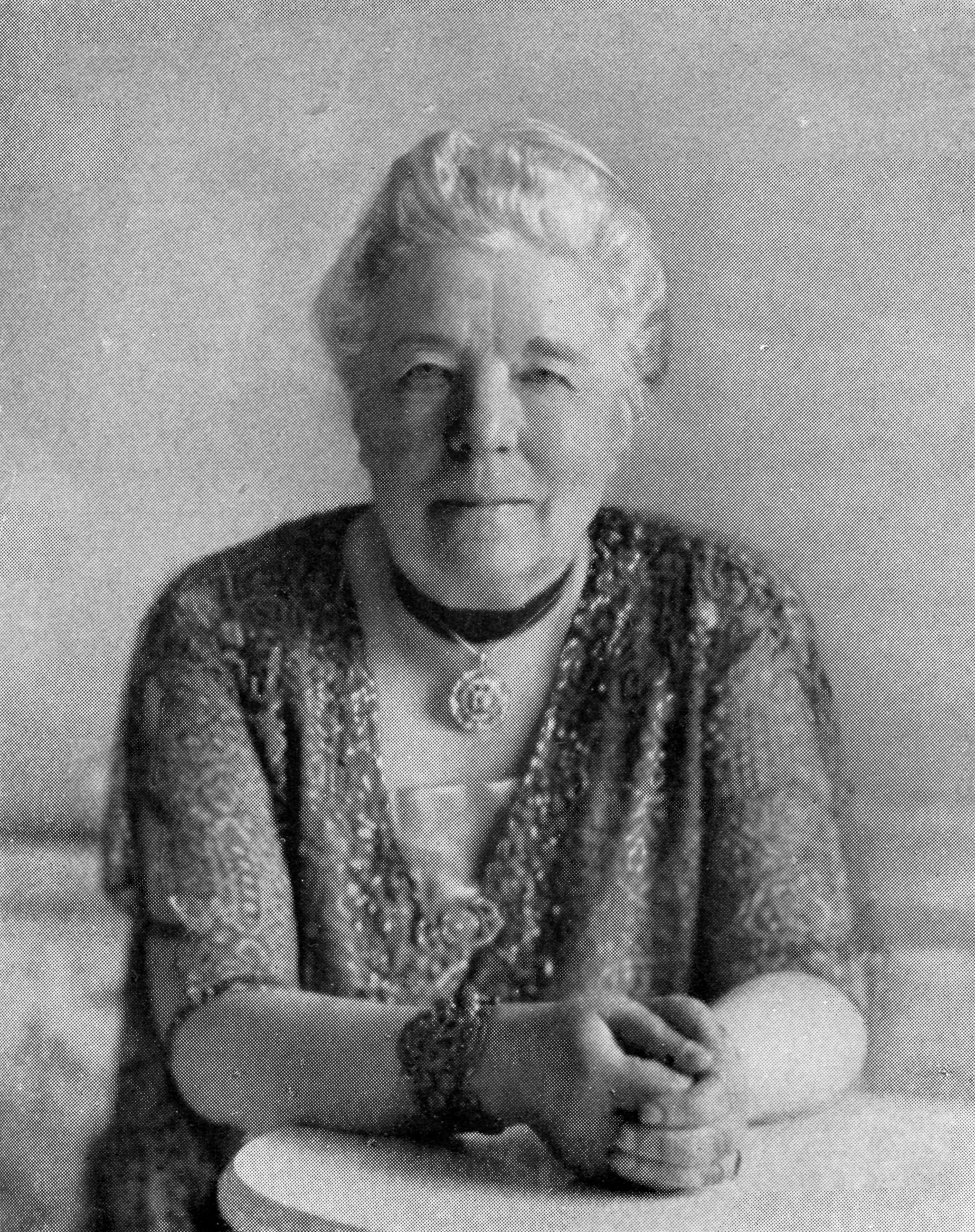
در سال ۱۹۲۸

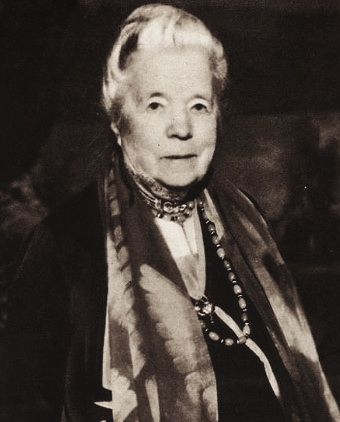
در سال ۱۹۳۸

## یادبودها
بر روی اسکناس ۲۰ کرونی سوئد تصویر سلما لاگرلوف و بر پشت اسکناس تصویری از داستان ماجراهای شگفت‌انگیز نیلس چاپ شده‌است.

## آثار
- افسانه یوستا برلینگ (۱۸۹۱)
- معجزه‌های آنتی کریست (۱۸۹۷)
- ارتباطات نامریی (۱۸۹۹)
- بیت‌المقدس (۱۹۰۲–۱۹۰۱)
- افسانه‌های مسیح (۱۹۰۴)

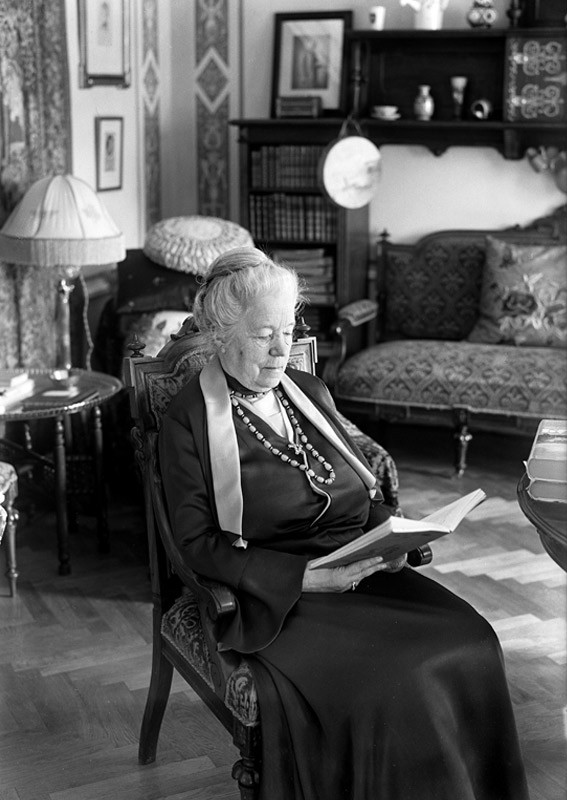
لاگرلوف ۱۹۳۰

- ماجراهای شگفت‌انگیز نیلس (۱۹۰۷–۱۹۰۶)
- سفر پرخاطره نیلز هالگرسون (۱۹۰۷)
- امپراتور پرتغالستان (۱۹۱۴)
- مارباکا (۱۹۲۲)
- درو (۱۹۳۳)
- ارابه مرگ
- اورالیم
- ملکه گالگالا
- ویولن دیوانه